# قلعة تشة (تبريز)
قلعة تشة هي قرية في مقاطعة تبريز، إيران. عدد سكان هذه القرية هو 186 في سنة 2006.